# Sabanagrande (Los Santos)
Sabanagrande è un comune (corregimiento) della Repubblica di Panama situato nel distretto di Los Santos, provincia di Los Santos. Si estende su una superficie di 34,8 km² e conta una popolazione di 1.909 abitanti (censimento 2010).